# برج المعرض

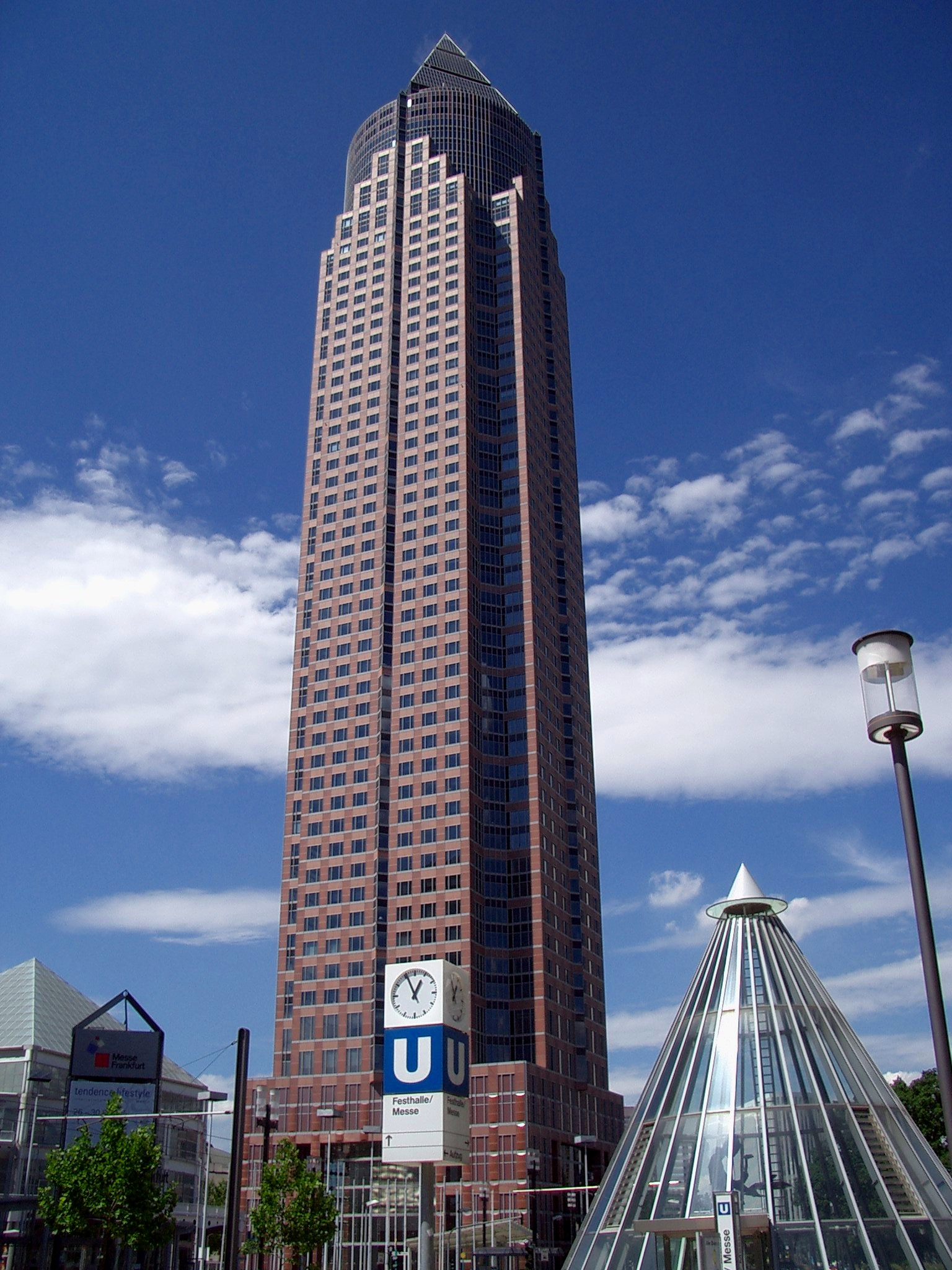
البرج

برج المعرض (بالألمانية: Messeturm)هو ناطحة سحاب تقع في مدينة فرانكفورت الألمانية.> كما يترجم اسمها «برج العادلة» باللغة الألمانية. وهو ثانى أطول مبنى في ألمانيا والاتحاد الأوروبي. برج المعرض يقع مباشرة في معرض فرانكفورت للتجارة. وهو من تصميم المعماري هيلموت يان وقد بدأ تشييده في 13 يوليو 1988 وافتتح في أكتوبر 1990.

## معرض صور

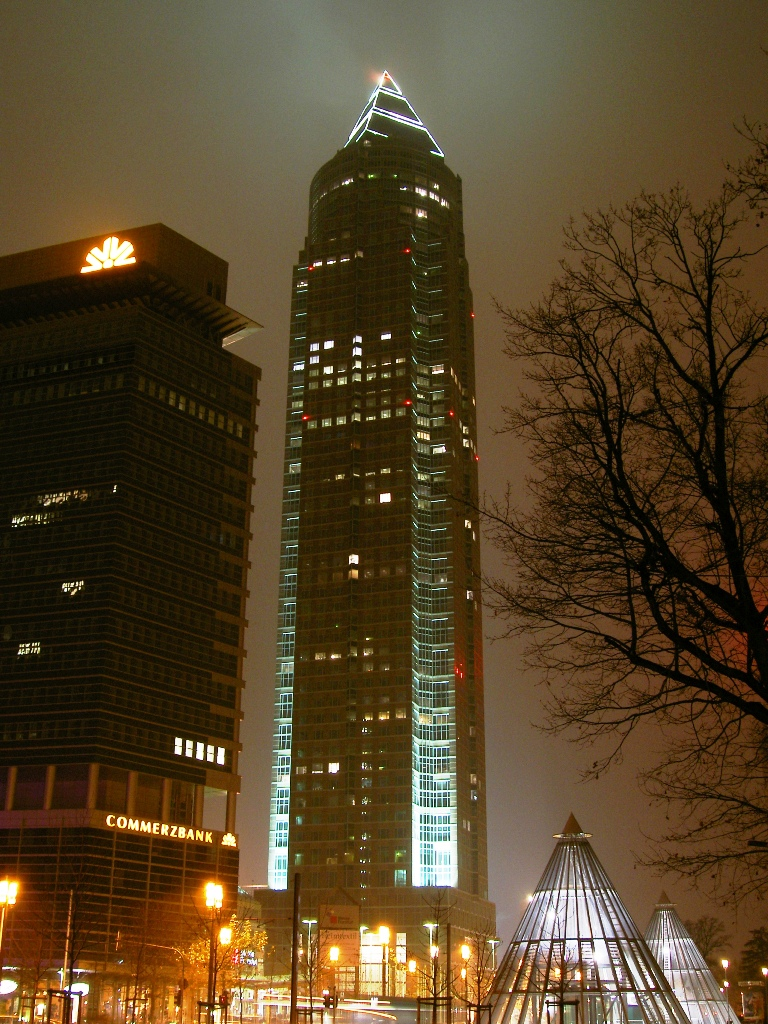
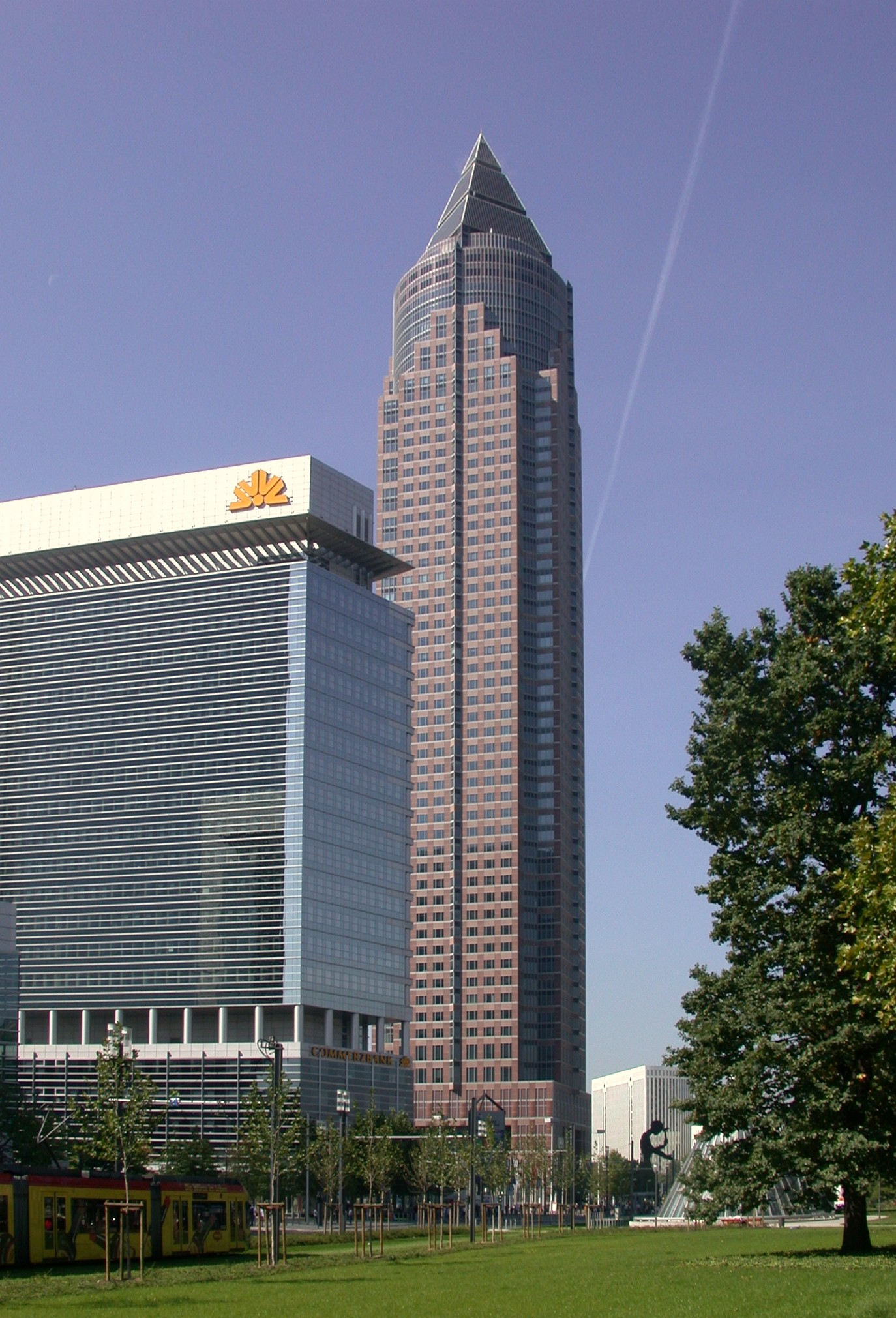
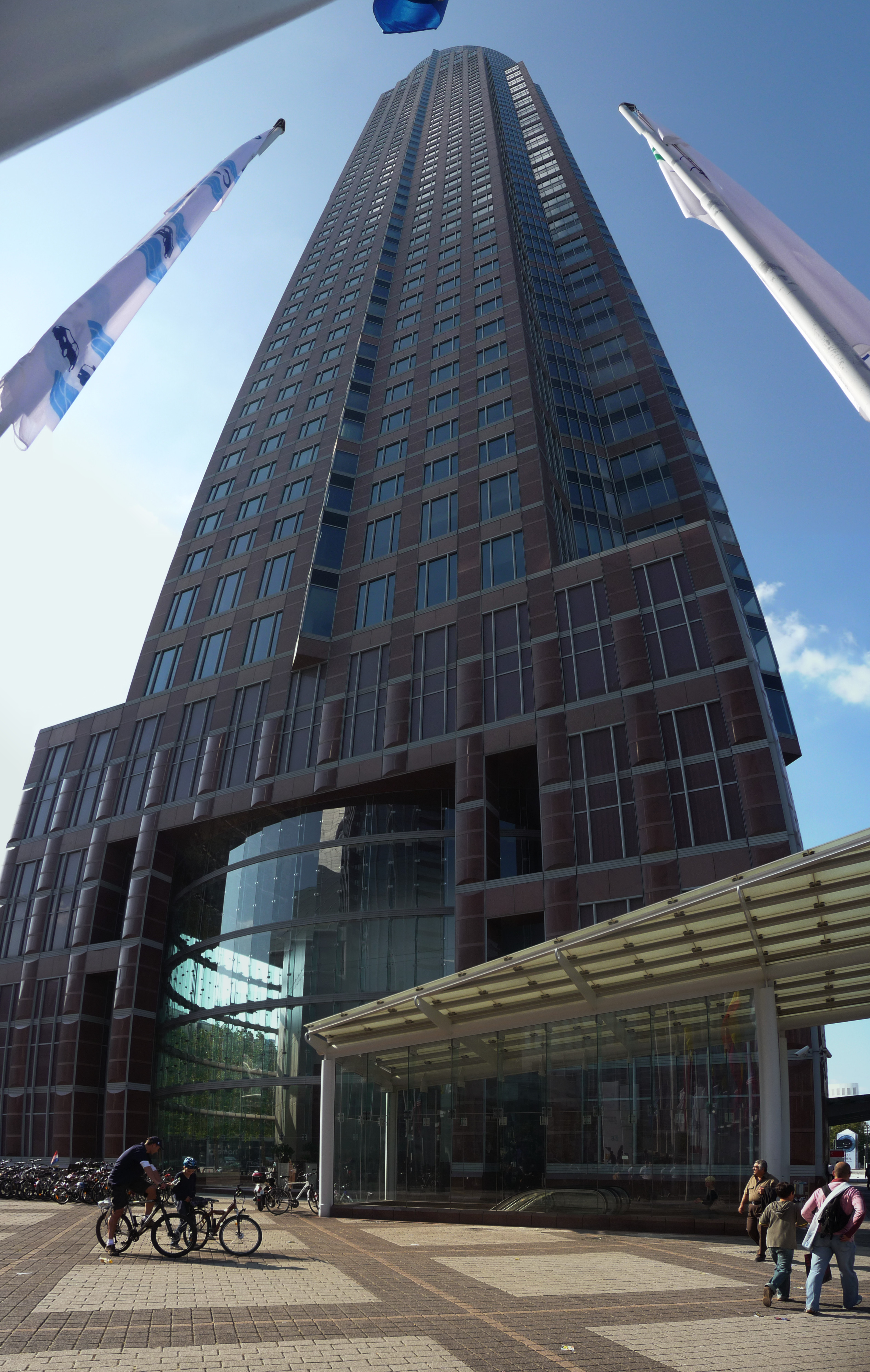
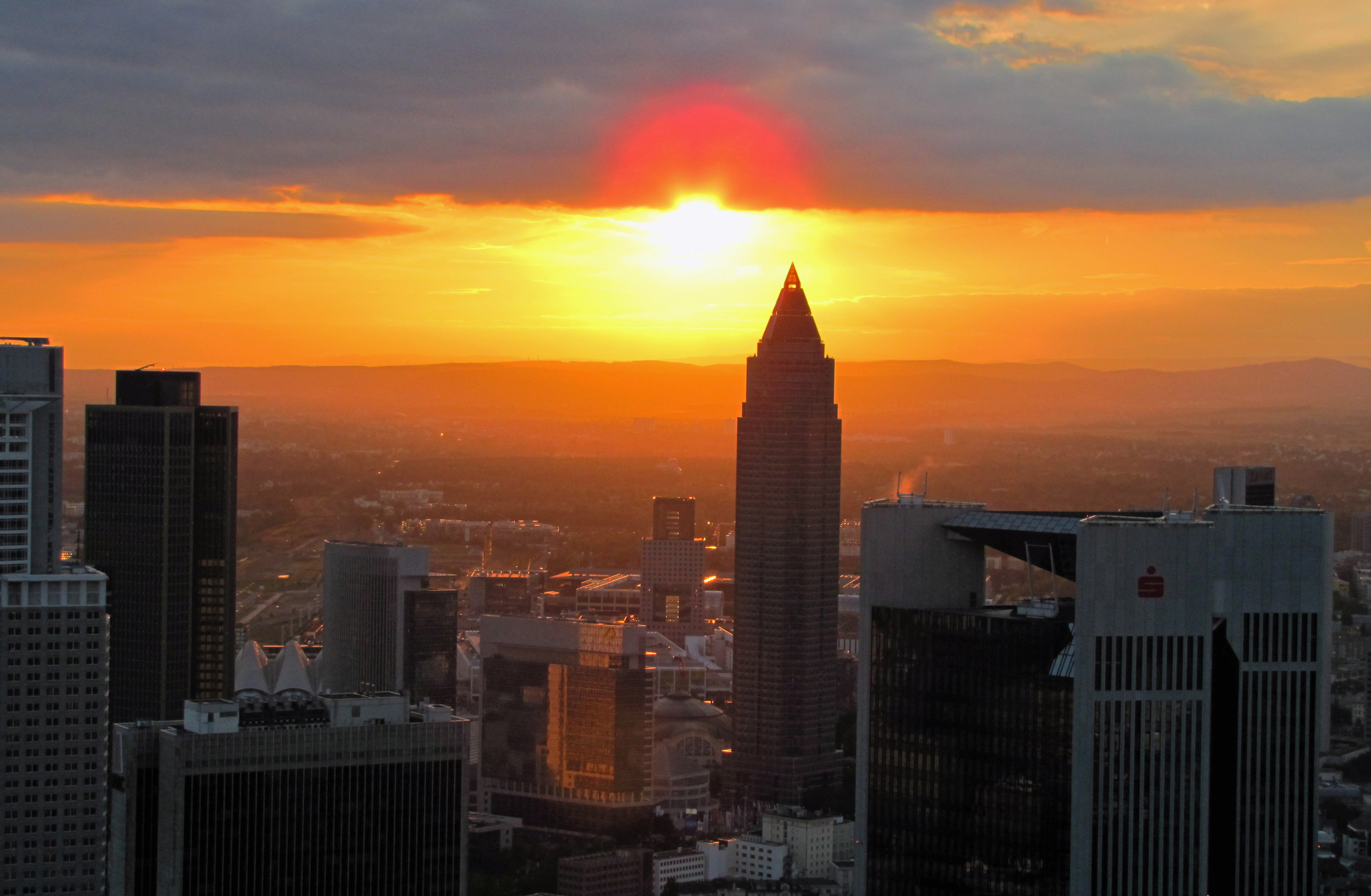

## وصلات خارجية
- البرج على emporis.com